# Hoàng Long (nhạc sĩ)
Hoàng Long (sinh năm 1942) là nhạc sĩ người Việt Nam. Ông cùng người anh em song sinh Hoàng Lân tạo thành một liên danh quen thuộc trong nền âm nhạc nước nhà. Cùng với người em sinh đôi, ông đã được Chủ tịch nước trao tặng Giải thưởng Nhà nước về văn học - nghệ thuật năm 2012

## Tiểu sử[1][2]
Hoàng Long có tác phẩm được sử dung trên làn sóng và đăng tải trên báo chí vào năm 1957. Ông tham gia giảng dạy nhiều năm tại Cao đẳng Nhạc-Họa, Nhạc viện Hà Nội và làm công tác nghiên cứu về sư phạm âm nhạc phục vụ nhà trường phổ thông tại Viện Khoa học Giáo dục, Bộ Giáo dục và Đào tạo.

## Phong cách sáng tác[1][2]
Hoàng Long viết nhiều các ca khúc cho âm nhạc thiếu nhi. Âm nhạc của ông trong sáng hồn nhiên, dễ thuộc, dễ nghe, được thiếu nhi yêu thích.

## Các tác phẩm:)
Những ca khúc của Hoàng Long được tuyển tập trong:
Những ca khúc của Hoàng Long được tuyển tập trong:
- 10 ca khúc thiếu nhi Hoàng Long-Hoàng Lân
- Tuyển chọn ca khúc Hoàng Long
- Cassette Những bông hoa những bài ca (DIHAVINA, 1994)

Một số ca khúc tiêu biểu:
- Em đi thăm Miền Nam (1959)
- Cô giáo vùng cao (1960)
- Đi học về (1961)
- Quà mồng 8 tháng 3 (1966)
- Bác Hồ - Người cho em tất cả (1975)
- Từ rừng xanh cháu về thăm lăng Bác (1978)
- Tổ quốc nhớ ơn các anh (1978)
- Mùa hè ước mong (1979)
- Bài hát trồng cây (thơ: Bế Kiến Quốc) (1981)
- Đường và chân (thơ: Xuân Tửu) (1982)
- Những bông hoa những bài ca (1982)
- Làm chú bộ đội (1982)
- Vì sao con mèo rửa mặt (1982)
- Hát với sông Đà quê em (1983)
- Mùa xuân của em (thơ: Trần Nguyên Đào) (1983)
- Bên sông Hàn em hát (1984)
- Chào mùa hè sang (1984)
- Ngọn cờ hòa bình (1985)
- Chúng em cần hòa bình (1986)
- Nụ cười của bé (1986)
- Em nặn đồ chơi (1987)
- Tiếng chim chích choè (lời: theo Tập đọc 1 cũ) (1987)
- Hát ở trại hè quốc tế (thơ: Định Hải) (1987)
- Tiếng gõ cửa (thơ Võ Quảng) (1992)